# Hohes Venn

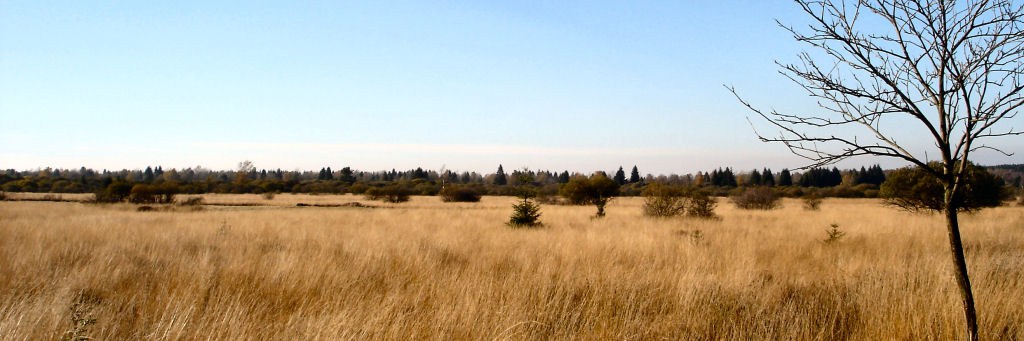
A Hohes Venn-re jellemző tájkép tavasszal

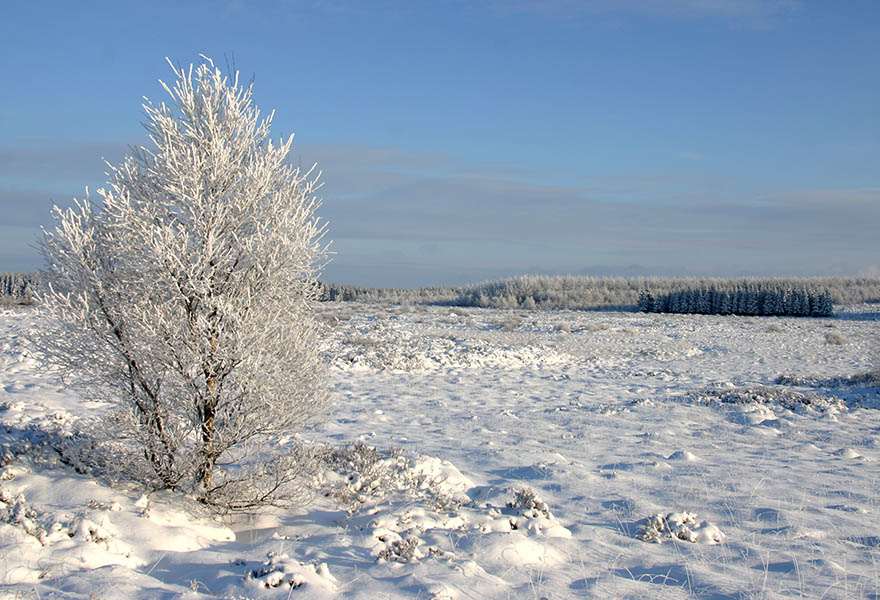
Téli táj

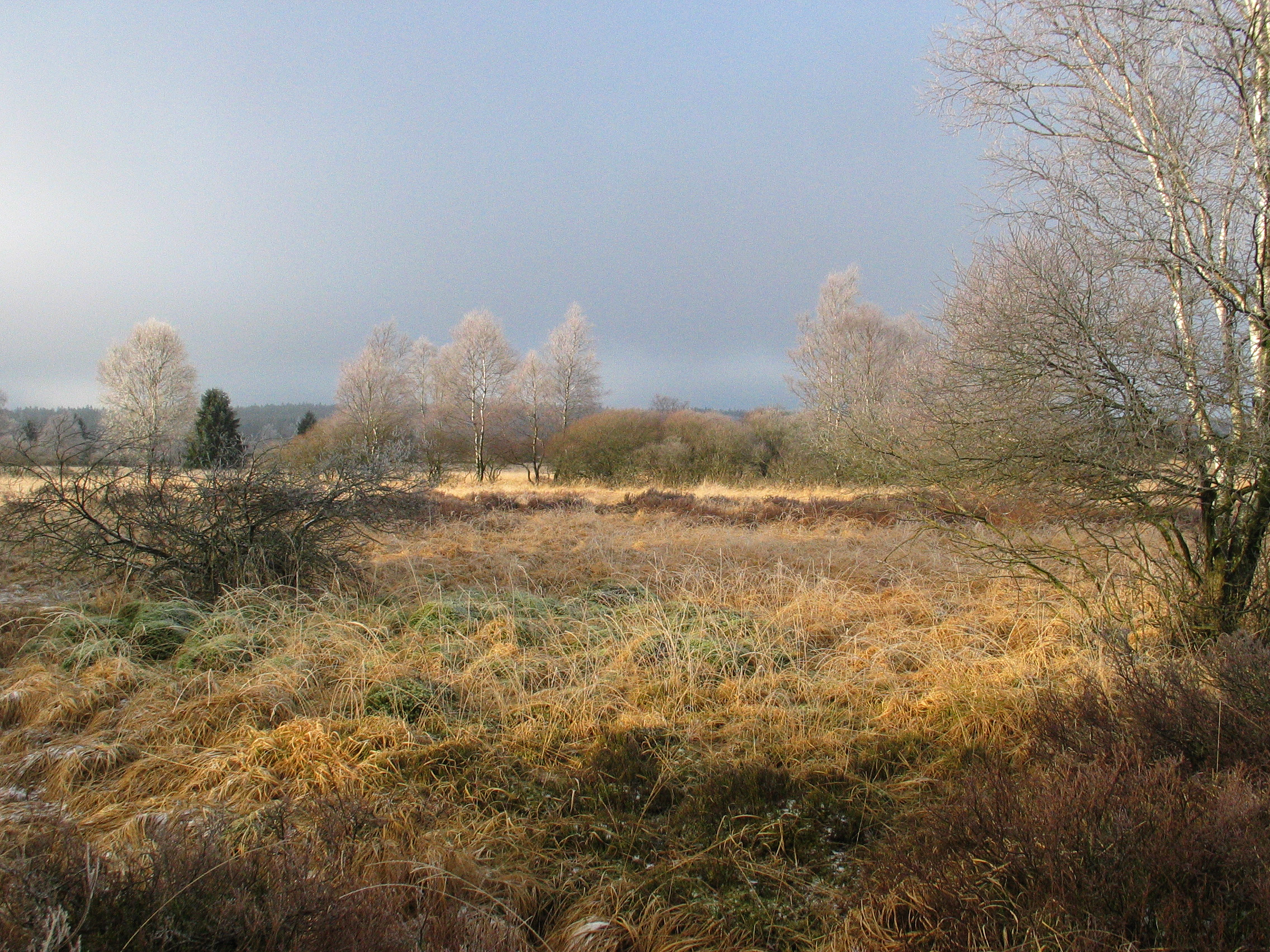
Megérkezett az első őszi fagy a Hohes Venn-be

A Hohes Venn (franciául: Hautes Fagnes, hollandul: Hoge Venen) néven ismert régió Belgium északkeleti részén, Liège tartomány területén, Eupen városához közel, nagyrészt az Ardennek hegységben található. A terület egy kisebb része a szomszédos Eifel-hegységhez tartozik, amely keletről kapcsolódik az Ardennekhez. Az itt létrehozott Hohes Venn-Eifel természetvédelmi park kb. 45,000 ha területet foglal el.
A park legmagasabb pontja 694 m-rel a tengerszint felett a Signal de Botrange, Eupen közelében, amely egyúttal Belgium legmagasabb pontja is.
Mint neve is mutatja (magyarul: magas mocsár) a Hohes Venn-re elsősorban a kiterjedt fás-mocsaras területek jellemzők. A régiót északról Eupen, keleten Monschau, délen Malmedy és nyugaton Spa városa határolja.
A mocsaras talaj legfőbb oka a rendkívül magas éves csapadékmennyiség, ami elérheti az 1500–1700 mm-t is. Számos folyó ered a Hohes Venn területén: Vesdre, Hoëgne, Warche, Gileppe, Eau Rouge, Amblève, Our, Kyll és a Rur, illetve a folyók megduzzasztásával számos mesterséges tavat is létrehoztak a vízisportok szerelmeseinek.

## Flóra és fauna
A park területén számos őshonos és védett növényfaj él, mint például a hanga vagy közönséges csarab (Calluna vulgaris), illetve orchideafélék, encián, számos harmatfűfaj, vörös áfonya illetve gyapjas aszat (Eriophorum angustifolium). A mocsaras, lápos részek egyik legjellegzetesebb növénye a nyugati kékperje (Molinia caerulea), míg a szerencsés kiránduló akár vad nárciszokra is bukkanhat.
Igen elterjedt, invazív betolakodó a japán keserűfű.
A park őshonos állatai között találunk hiúzt, gímszarvast, őzt, vaddisznót és nyírfajdokat is.

## Turizmus
A természetvédelmi terület jól megközelíthető gyalogos kirándulók számára, számos aszfaltozott sétautat hozott létre a park vezetése.
Az itt található védett állat- és növényfajok szükségleteinek megfelelően a parkot négy kirándulózónára osztották fel:
- Az "A" zónában teljesen szabadon lehet túrázni és letérni a kijelölt útról
- A "B" zónában csak a kijelölt túraútvonalakon lehet közlekedni
- A "C" zónában csak a park által kijelölt túravezető vezetésével lehet sétálni
- A "D" zónában tilos a túrázás

Télen általában jelentős mennyiségű hó esik és a terület adottságait kihasználva számos sífutópályát alakítanak ki.
A természetvédelmi területen belül két információs központ működik, az egyik az eupeni Natuurcentrum Haus Ternell, amelyet a német nyelvi közösség tart fenn. A másik a Robertville-ben található Natuurparkcentrum Botrange, amelynek működését Liege tartomány finanszírozza.

## Külső hivatkozások
- A Hohes Venn-Eifel természetvédelmi terület honlapja
- A park területén található a Botrange ház és információs központ
- A Német nyelvi közösség természetvédelmi központja
- Információk látogatóknak
- A régió térképe a Via Michlen oldalon